# Santa Cruz del Monte
Santa Cruz del Monte är en ort i Mexiko, tillhörande kommunen Tepotzotlán i delstaten Mexiko. Santa Cruz del Monte ligger i den centrala delen av landet och tillhör Mexico Citys storstadsområde. Orten hade 6 703 invånare vid folkräkningen 2010, och är fjärde största ort i kommunen.